# Маркова (Підкарпатське воєводство)
Маркова (пол. Markowa) — розташоване на Закерзонні село в Польщі, у гміні Маркова Ланьцутського повіту Підкарпатського воєводства.
Населення — 4201 особа (2011).

## Географія
Село розташоване за 8 кілометри на південний схід від центру повіту міста Ланьцут і 22 кілометри на схід від центру воєводства — міста Ряшева.

## Історія
Село закріпачене в 1381 р. на німецькому праві. Тут у 1571 р. поселяли німецьких колоністів, які називали село Markhof. Маркова знаходиться на західному Надсянні, де в 1593 р. примусово тотально закривали церкви.
У 1772—1918 рр. село було у складі Австро-Угорської монархії, у провінції Королівство Галичини та Володимирії.
У 1885 році село належало до Ланьцутського повіту, було 3099 жителів, з них 3074 римо-католики і 25 юдеїв, наявна латинська парафія. На той час унаслідок півтисячоліття латинізації та полонізації українці лівобережного Надсяння опинилися в меншості. Востаннє в шематизмі 1907 р. в селі фіксуються 36 греко-католиків, які належали до парафії Тарнавка Каньчузького деканату Перемишльської єпархії..
У міжвоєнний період село входило до Ланьцутського повіту Львівського воєводства, гміна Ланьцут.
У 1975—1998 роках село належало до Ряшівського воєводства.

## Демографія
Демографічна структура станом на 31 березня 2011 року:
|          | Загалом | Допрацездатний вік | Працездатний вік | Постпрацездатний вік |
| -------- | ------- | ------------------ | ---------------- | -------------------- |
| Чоловіки | 2062    | 459                | 1338             | 265                  |
| Жінки    | 2139    | 426                | 1205             | 508                  |
| Разом    | 4201    | 885                | 2543             | 773                  |